# 遲鑛
遲鑛（？—？），號璞公，山東登州府萊陽縣人，明朝政治人物。

## 生平
崇祯九年（1636年）丙子科山東鄉試第二十二名舉人，崇禎十年（1637年），登丁丑科會試第二百九十二名，廷試三甲二百二十三名进士。吏部觀政，十四年授行人司行人。

## 家族
曾祖遲文禄，寿官；祖迟鹄，赠广东道御史；父遲允成，增生。